# Четате (Долж)
Четате (рум. Cetate) — село у повіті Долж в Румунії. Входить до складу комуни Четате.
Село розташоване на відстані 245 км на захід від Бухареста, 65 км на захід від Крайови.

## Населення
За даними перепису населення 2002 року у селі проживали 5255 осіб.
Національний склад населення села:
| Національність | Кількість осіб | Відсоток |
| -------------- | -------------- | -------- |
| румуни         | 4235           | 80,6%    |
| цигани         | 1018           | 19,4%    |

Рідною мовою назвали:
| Мова      | Кількість осіб | Відсоток |
| --------- | -------------- | -------- |
| румунська | 4235           | 80,6%    |
| циганська | 1018           | 19,4%    |